# Pteralopex atrata
Pteralopex atrata är en däggdjursart som beskrevs av Thomas 1888. Pteralopex atrata ingår i släktet Pteralopex och familjen flyghundar. IUCN kategoriserar arten globalt som starkt hotad. Inga underarter finns listade.
Denna flyghund förekommer på öarna Guadalcanal och New Georgia som tillhör Salomonöarna. Den vistas vanligen i låglandet eller i kulliga områden och ibland når den 1000 meter över havet. Habitatet utgörs av skogar och dessutom uppsöker arten trädgårdar. Pteralopex atrata äter frukter och vilar bland annat i trädens håligheter.